# Autodráha

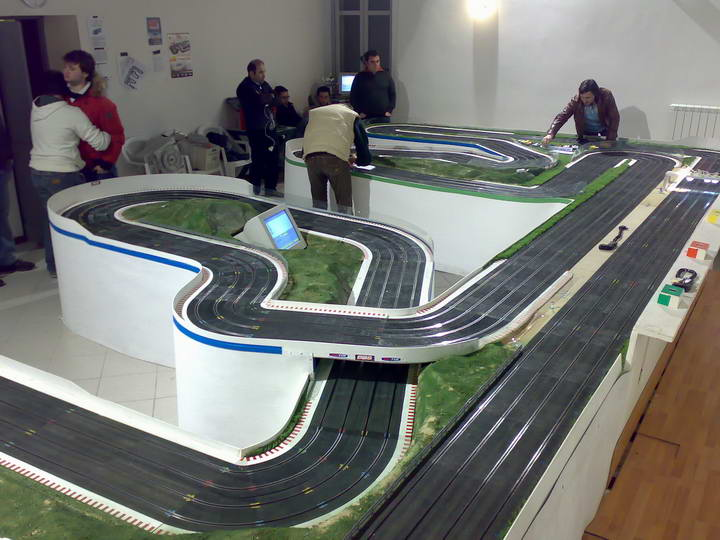
Autodráha pro čtyři závodníky

Autodráha je modulární stavebnice, jakýsi simulátor autodromu. Je to poměrně oblíbená hračka mezi dětmi, které si tak mohou (v řadě případů) stavět vlastní trasy pro autíčka. Přitahuje však ale také i řadu dospělých. Některé autodráhy umožňují trasy větvit, či různě křížit. Jiné autodráhy zase bývají také i poháněné elektricky; k větší radosti dětí, které tak mohou mezi sebou závodit. Na spodní části každého autíčka je zařízení, které ho připojuje k drážce umístěné v modelovém okruhu. Takové autodráhy se objevují často v obchodních domech či centrech pro pobavení dětí, když jejich rodiče nakupují.